# Ludwig Enneccerus

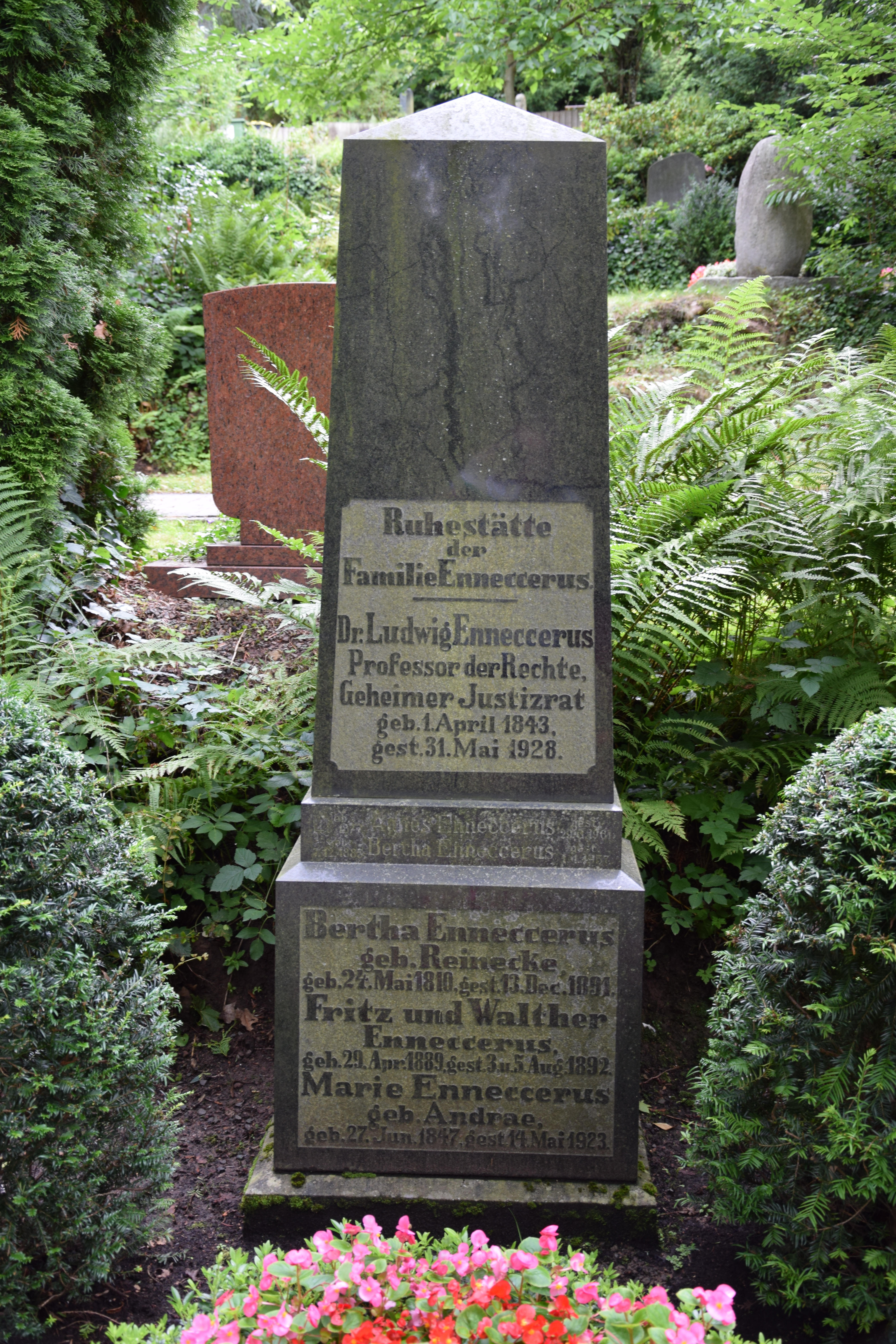
O túmulo de Ludwig Enneccerus em Marburg; o principal do cemitério (2017)

Karl Martin Ludwig Enneccerus, mais conhecido como Ludwig Enneccerus [ˈluːtvɪk ɛnɛkˈtseːrʊs]  (1 de Abril de 1843, Neustadt am Rübenberge; 31 de Maio de 1928, Marburg), foi um jurista e político Alemão. Foi membro do Reichstag do Império Alemão pelo partido nacional-liberal.

## Biografia
Enneccerus frequentou o Ginásio em Hanôver até a Páscoa de 1860. Após sua formatura, foi para a Itália, onde se juntou ao corpo de exército voluntário de Garibaldi. Estudou direito na Universidade de Göttingen e foi ativo em 1861 no Corpo Hildeso-Guestphalia de Göttingen.
Enneccerus recebeu seu doutorado em 1868. Em 1872, foi nomeado Professor em Göttingen. A partir de 1873, ele lecionou na Universidade Phillips de Marburg, onde seu foco era o direito Romano. Após a virada do século, especializou-se também em Direito Civil.
Durante mais de 25 anos, Enneccerus foi confidente de Friedrich Althoff.

## Política
Além de seu trabalho acadêmico, Enneccerus também atuou politicamente. Ele foi um dos nacional-liberais influenciados pela fundação do Império Alemão. De 1882 a 1898 ele foi membro do governo representando o distrito eleitoral de Kassel 3 (cidade de Kassel) na câmara dos deputados Prussiana, e foi um parlamentar ativo. De 1887 a 1890 e de 1893 a 1898, ele também foi representante do Grão-Ducado de Oldenburg 1 (Oldenburg Principado de Lubeck - Birkenfeld) no Reichstag.
Envolveu-se na redação do Código Civil Alemão (BGB) em 1896, já no final do processo.

## Trabalho Jurídico
Ele é o autor de um dos livros mais bem-conhecidos sobre o código civil alemão, escrito com Hans Carl Nipperdey , que foi editado posteriormente como "Enneccerus/Nipperdey". Além disso, ele escreveu sobre a lei de sucessão de fazendas para o estado de Hesse.
- Livro de Direito Civil, Marburg, 1904 et seq.
  - Volume 1, parte 1: introdução e seção Geral
  - Volume 1, parte 2: lei do contrato
  - Volume 2, parte 1: lei de contrato
  - Volume 2, parte 2: lei do contrato
- Tratado de derecho civil (espanhol)
- O L. 57 D. mandatos atribuídos e a actio Publiciana rescissoria.  1926.

## Leitura Complementar
- Ralf Frassek: Art. Enneccerus, Ludwig (1843-1928). Em: Albrecht Cordes, Heiner Lück, Dieter trabalho de müller e Ruth Schmidt-Wiegand (EDS.): Mão dicionário alemão história legal.  2., totalmente revisada e ampliada edição, volume I, Erich Schmidt Verlag, Berlim, 2008, Sp. 1347-1348, ISBN 978-3-503-07912-4.
- Siegfried Heyer:Siegfried Heyer, ed. (1959). «Enneccerus, Karl Martin Ludwig». Neue Deutsche Biographie (NDB) (em alemão). 4. 1959. Berlim: Duncker & Humblot. pp. 536 et seq..
- Andrea-Sabine Jacobi: Ludwig Ennereccus 1843-1928, os juristas nacionais e liberais MP. Uma biografia política.  (= Estudos sobre a pesquisa histórica dos tempos modernos, volume 16), Hamburgo, 1999, ISBN 3-8300-0015-4.

## Ligações Externas
- Literatura de e sobre Ludwig Enneccerus (em alemão) no catálogo da Biblioteca Nacional da Alemanha
- Predefinição:ReichstagDB
- Biografia de Predefinição:BiorabkHeinrich MelhorPredefinição:Biorabk
- Biografia resumida
- Marburger, Professor de catálogo on-line

## Individual provas
1. ↑  consulte o Hessisches Staatsarchiv Marburg (HStAMR Best. 915 Nr. 5731 S. 332)
2. ↑  Kösener Corpo De Listas De 1930, 46, 80.
3. ↑  Bernhard Mann (Bearb.
4. ↑  Fritz Specht, Paulo Schwabe: O Reichstag eleições de 1867 até 1907.